# Arctocephalus pusillus
Капський морський котик, бурий або південноафриканський морський котик (Arctocephalus pusillus) — вид тварин родини Отарієвих, який живе на південно-західному узбережжі Африки і південному узбережжі Австралії, в районі острова Тасманія. Вид поділяється на два підвиди A. p. pusillus і A. p. doriferus.

## Опис
Статевий диморфізм добре виражений, самці приблизно в 1,4 раза більші, і приблизно в 3 рази важчі, ніж дорослі самиці. Дорослі самці A. pusillus в середньому 2,16 м в довжину і 279 кг вагою, у той час як дорослі самиці 1,36 — 1,71 м в довжину і досягають середньої ваги 78 кг. Новонароджені 60—80 см в довжину і важать від 5 до 12 кг. Новонароджені важать близько 6 кг. Самиці цього виду досягають статевої зрілості в 3 — 6 років, самці в 9 — 12 років. Вагітність триває 51 тижнів, в тому числі тримісячна затримка імплантації. Обидва підвиди дуже полігамні. Сезон розмноження триває з кінця жовтня до початку січня. Цуценята, як правило, віднімають від годування молоком у 10-12 місяців, хоча деякі щенята починають живитись твердою їжею на 7 місяці, а інші доглядаються протягом 2-3 років. Занурення годуючих самиць A. pusillus, як правило, до 65—85 м, максимальна глибина 164 м, і пірнає зазвичай тривають від 2—3,7 хвилини, з максимальною тривалістю в 8,9 хвилини. У морі A. pusillus знаходяться поодинці або невеликими групами до 15 особин, але вони часто збираються у величезні групи, прилеглі до лежбища. Жодна з популяцій не міграційна, вони мають тенденцію рухатися локально в межах їх обмежених територій проживання. Обидва підвиди опортуністичні споживальники, які мають широкий спектр видобутку, в тому числі пелагічні, що знаходяться в товщі води та донні тварини: риби, кальмари, восьминоги, лангусти, пінгвіни, птахи. Хижаками є косатки і великі білі акули в морі, гієна бура та шакал чепрачний на суші в південній частині Африки.

## Взаємини з людиною

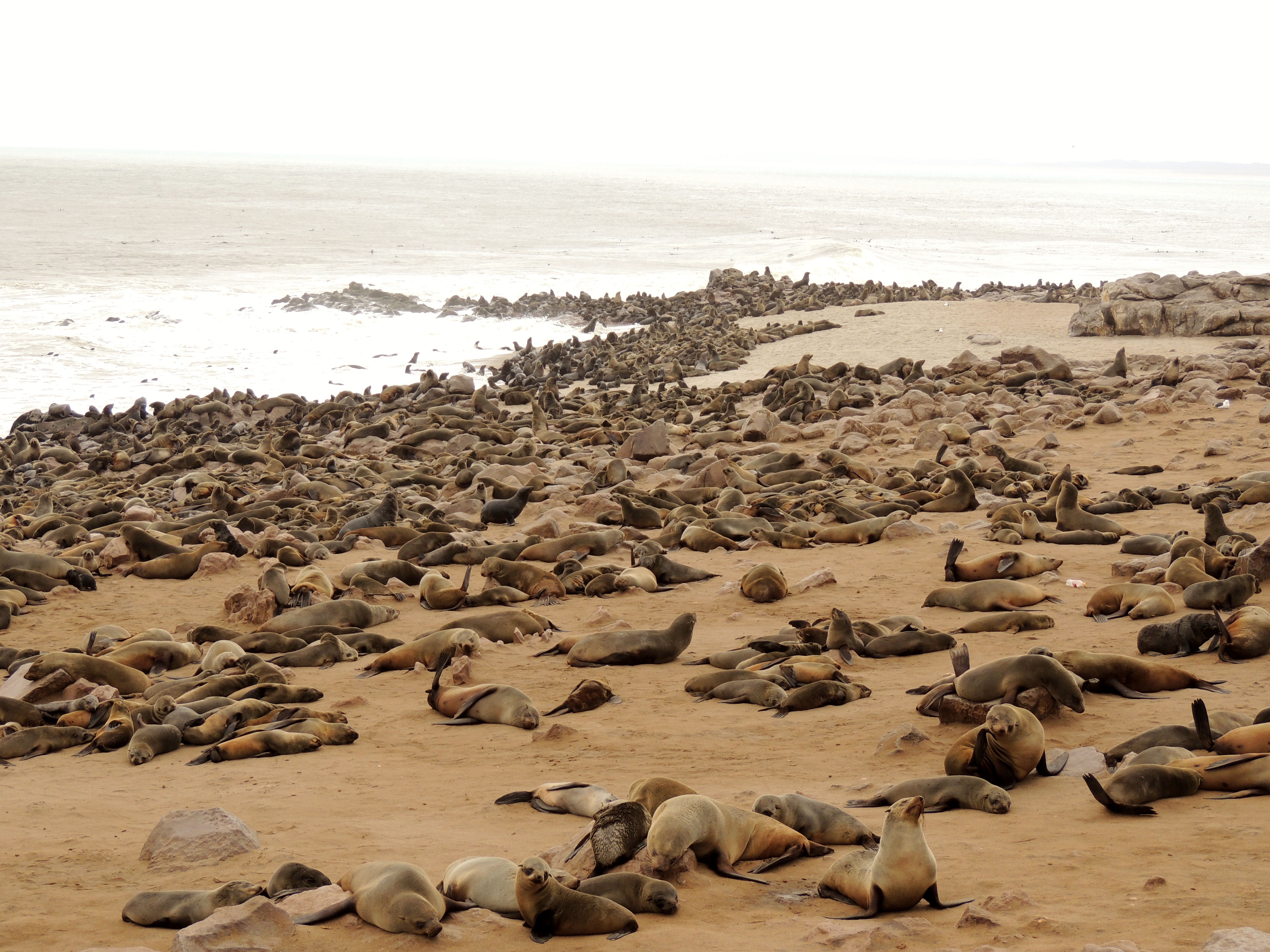
Колонія на Кейп-Крос, Намібія

Капські морські котики — допитливі та доброзичливі тварини, коли перебувають у воді, і часто супроводжують аквалангістів. Вони плавають довкола дайверів по кілька хвилин, навіть на глибині у 60 м. На суші вони набагато менш розслаблені та схильні панікувати, коли до них наближається людина.
На австралійських морських котиків інтенсивно полювали з 1798 по 1825 рік з комерційних причин. Полювання на котиків було припинене в Австралії в 1923 році. Їхня популяція все ще відновлюється, що спричиняє все більше конфліктів з південноавстралійськими рибалками, оскільки ареал їхнього розселення розширюється. Місця їхніх стоянок охороняються законом. Південноафриканські морські котики мають стійку та здорову популяцію. Вилов тюленів був заборонений у ПАР у 1990 році.
На бурих морських котиків все ще полюють у Намібії. Дозволи на вилов цуценят видаються за їхнє розкішне хутро, а дорослих самців — за їхні геніталії, які в деяких країнах вважаються афродизіаком. Також вважається необхідним обмежити чисельність морських котиків у Намібії через їхній вплив на рибний промисел країни. Дослідження природоохоронних груп спростовують це.